# 32e armée (Union soviétique)
Pour les articles homonymes, voir 32e armée.
La 32e armée est une formation de l'armée de terre soviétique active pendant la Seconde Guerre mondiale. L'armée est formée à deux reprises pendant la guerre, dissoute dans le cadre de la démobilisation d'après-guerre, puis réformée en 1969 pour protéger la frontière soviéto-chinoise.

## Première formation
L'armée est formée le 16 juillet 1941 dans le district militaire de Moscou, près des villes de Naro-Fominsk, Koubinka et de la localité de Dorokhovo[réf. souhaitée]. L'armée est composée de quatre divisions de la milice populaire de Moscou : les 2e, 7e (ru), 8e (ru) et 13e divisions. De plus, le 20 juillet 1941, la 18e division est affectée à l'armée sur des positions à l'ouest de Moscou.
Le 18 juillet, l'armée est incorporée dans la ligne de défense de Moscou et est déployée sur des positions défensives entre Kouchelovo (ru) et Karatcharovo (ru). Le 30 juillet, l'armée est affectée au front de Réserve. Le 1er octobre, l'armée comprend la 2e division de fusiliers, la 8e division de fusiliers (ru), la 29e division de fusiliers (ru) et la 140e division de fusiliers. Elle comprend également le 685e régiment d'artillerie de corps, le 533e régiment d'artillerie antichar, le 877e régiment d'artillerie antichar, le 200e bataillon d'artillerie navale et le 36e divizion d'artillerie antiaérienne.
Le 3 octobre, l'armée est fortement engagée dans une bataille défensive contre les forces allemandes avançant sur Viazma dans le cadre de l'aile nord de l'opération Typhoon. Le 5 octobre, l'armée est réaffectée sur le front de l'Ouest et deux jours plus tard, les 16e, 19e, 20e et 24e armées sont encerclées par les 4e et 9e armées allemandes et les 3e et 4e Panzerarmee. La 32e armée est dissoute le 13 octobre 1941. De petits éléments de l'armée parviennent à sortir de l'encerclement et sont affectés aux 16e et 19e armées.
Commandants :
- Lieutenant général Nikolaï Klykov (juillet - août 1941)[5]
- Major général Ivan Fediouninski (août - septembre 1941)
- Major général Sergueï Vichnevski (ru) (septembre 1941 - octobre 1941)[6]

## Seconde formation
La Stavka ordonne la réforme de l'armée le 2 mars 1942. Celle-ci est achevée le 10 mars 1942[réf. souhaitée], formée à partir des groupes opérationnels « Medvejegorchaïa » et « Masselskaïa » du front de Carélie. Au 1er avril 1942, l'armée est composée des unités suivantes :
37e division de fusiliers
71e division de fusiliers
186e division de fusiliers (en)
263e division de fusiliers
289e division de fusiliers
313e division de fusiliers
61e brigade de fusiliers marins
65e brigade de fusiliers marins
66e brigade de fusiliers marins
1re brigade de skieurs
2e brigade de skieurs
196e bataillon de skieurs
197e bataillon de skieurs
198e bataillon de skieurs
17e bataillon de mortiers
208e divizion d'artillerie antiaérienne
6e bataillon d'aerosani
9e bataillon d'aerosani
36e bataillon d'aerosani
227e compagnie de chars
261e bataillon du génie
1211e bataillon de sapeurs
1212e bataillon de sapeurs
Jusqu'à la fin mai 1944, la 32e armée défend la frontière dans le raïon de Medvejegorsk et du 21 juillet au 9 août, l'armée participe à l'offensive Svir-Petrozavodsk, lorsqu'une partie de l'armée atteint la frontière finlandaise à proximité de Longonvara. Lorsque la Finlande achève la guerre le 19 septembre 1944, l'armée est reléguée à la garde de la frontière finlandaise. Pendant l'offensive, l'armée est composée des unités suivantes:
289e division de fusiliers
313e division de fusiliers
376e division de fusiliers
65e brigade de fusiliers marins
80e brigade de fusiliers marins
33e brigade de skieurs
1237e régiment d'artillerie
173e régiment de mortiers
280e régiment de mortiers
298e régiment de mortiers
63e régiment de mortiers de la Garde (moins le 297e bataillon)
275e régiment d'artillerie antiaérienne
208e bataillon d'artillerie antiaérienne
446e bataillon d'artillerie antiaérienne
376e bataillon de chars (moins la compagnie de chars)
21e bataillon d'aerosani
22e bataillon d'aerosani
26e bataillon d'aerosani
261e bataillon du génie
Composition au 1er novembre 1944,:
- 135e corps de fusiliers
  - 176e division de fusiliers
  - 289e division de fusiliers
  - 313e division de fusiliers
- 621e régiment de mortiers
- 63e régiment de mortiers de la Garde
- 275e régiment d'artillerie antiaérienne
- 32e bataillon d'artillerie antiaérienne
- 446e bataillon d'artillerie antiaérienne
- 29e brigade de chars
- 90e régiment de chars
- 261e bataillon du génie
- 6e bataillon de lance-flammes
- 194e compagnie de lance-flammes
- 196e compagnie de lance-flammes

Le 15 novembre 1944, la 32e armée est placée dans la réserve du haut commandement suprême (Réserve de la Stavka) et le 21 avril 1945 elle est directement subordonnée à la Stavka.
Au 1er mai 1945, l'armée est composée des unités suivantes,:
- aucune unité d'infanterie
- 203e brigade d'artillerie
- 621e régiment de mortiers
- 275e régiment d'artillerie antiaérienne
- 194e compagnie de lance-flammes
- 196e compagnie de lance-flammes

L'armée est dissoute en août 1945. Ses commandants comprennent le major général Sergueï Trofimenko (en) (mars-juin 1942) ; et le lieutenant-général Filipp Gorelenko (juin 1942-1944).

## Troisième formation
Cette armée est réformée grâce à l'état-major du 1er corps d'armée en 1981, lorsque le district militaire d'Asie centrale (en) est rétabli pour protéger la frontière soviéto-chinoise.
Composition:
71e division de fusiliers motorisés, créée en 1984 à Semipalatinsk ; renommée 5202e base de stockage d'armes et d'équipements (à Semipalatinsk) en 1989. La 5202e base de stockage d'armes et d'équipements devient une partie des forces armées de la république du Kazakhstan après la dissolution de l'Union soviétique en 1991-92.
155e division de fusiliers motorisés (Oust-Kamengorsk)
203e division de fusiliers motorisés (Karaganda)
78e division blindée (Ayagouz)
Le lieutenant général Valeri Samsonov commande l'armée de 1987 à septembre 1989, date à laquelle elle devient le 1er corps d'armée.
En mars 1988, la 32e armée devient le 1er corps d'armée, puis le 4 juin 1991, le 1er corps d'armée est rebaptisé 40e armée à Semipalatinsk,.